# Јакобијеве елиптичке функције
Јакобијеве елиптичке функције представљају функције значајне за једначину клатна. Позната је њихова аналогија са тригонометријским функцијама. Увео их је око 1830. немачки математичар Карл Густав Јакоби. Инверзне су елиптичким интегралима.

## Означавање
Елиптичке функције могу да се представе у више различитих нотација. Први аргемент може да буде амплитуда {\displaystyle \varphi } или {\displaystyle u}. Други аргумент може да буде параметар {\displaystyle m} или елеиптички модул {\displaystyle k}, где вреди: {\displaystyle k^{2}=m}. Може да буде и модуларни угао {\displaystyle \alpha }, за који вреди:{\displaystyle m=k^{2}=sin^{2}\alpha }.

## Дефиниција елиптичке функције као инверса елиптичких интеграла
Јакобијева функције може да се представи као инверса елиптичкога интеграла прве врсте. Нека је елиптички интеграл прве врсте дан са:
{\displaystyle u=\int _{0}^{\phi }{\frac {d\theta }{\sqrt {1-m\sin ^{2}\theta }}}.}
Елиптичка функција sn u је онда:
{\displaystyle \operatorname {sn} \;u=\sin \phi \,}
а cn u је онда дан са:
{\displaystyle \operatorname {cn} \;u=\cos \phi }
и
{\displaystyle \operatorname {dn} \;u={\sqrt {1-m\sin ^{2}\phi }}.\,}
Угао {\displaystyle \phi } је амплитуда, а dn u = Δ(u) се назива делта амплитуда.

## Дефиниција помоћу тета функција
Јакобијеве елиптичке функције могу да се представе и помоћу тета функција, тако да вреди:
{\displaystyle {\mbox{sn}}(u;k)=-{\vartheta \vartheta _{11}(z;\tau ) \over \vartheta _{10}\vartheta _{01}(z;\tau )}}
{\displaystyle {\mbox{cn}}(u;k)={\vartheta _{01}\vartheta _{10}(z;\tau ) \over \vartheta _{10}\vartheta _{01}(z;\tau )}}
{\displaystyle {\mbox{dn}}(u;k)={\vartheta _{01}\vartheta (z;\tau ) \over \vartheta \vartheta _{01}(z;\tau )}}

## Друге функције
Изменом поредка слова добијају се додатне три функције:
{\displaystyle \operatorname {ns} (u)=1/\operatorname {sn} (u)}
{\displaystyle \operatorname {nc} (u)=1/\operatorname {cn} (u)}
{\displaystyle \operatorname {nd} (u)=1/\operatorname {dn} (u)}
Међусобни однос три главне функције дефинише додатне функције код којих прво и друго слово дају квоцијенте функција:
{\displaystyle \operatorname {sc} (u)=\operatorname {sn} (u)/\operatorname {cn(u)} }
{\displaystyle \operatorname {sd} (u)=\operatorname {sn} (u)/\operatorname {dn(u)} }
{\displaystyle \operatorname {dc} (u)=\operatorname {dn} (u)/\operatorname {cn(u)} }
{\displaystyle \operatorname {ds} (u)=\operatorname {dn} (u)/\operatorname {sn(u)} }
{\displaystyle \operatorname {cs} (u)=\operatorname {cn} (u)/\operatorname {sn(u)} }
{\displaystyle \operatorname {cd} (u)=\operatorname {cn} (u)/\operatorname {dn(u)} }

## Адициони теореми
Главне елиптичке функције задовољавају адиционе релације:
{\displaystyle \operatorname {cn} ^{2}(u,k)+\operatorname {sn} ^{2}(u,k)=1,\,}
{\displaystyle \operatorname {dn} ^{2}(u,k)+k^{2}\ \operatorname {sn} ^{2}(u,k)=1.\,}
Те три функције (cn, sn, dn) параметарски одређују елиптичку криву. Поред осталога вреде и следеће једначине:
{\displaystyle {\begin{aligned}\operatorname {cn} (x+y)&={\operatorname {cn} (x)\;\operatorname {cn} (y)-\operatorname {sn} (x)\;\operatorname {sn} (y)\;\operatorname {dn} (x)\;\operatorname {dn} (y) \over {1-k^{2}\;\operatorname {sn} ^{2}(x)\;\operatorname {sn} ^{2}(y)}},\\[8pt]\operatorname {sn} (x+y)&={\operatorname {sn} (x)\;\operatorname {cn} (y)\;\operatorname {dn} (y)+\operatorname {sn} (y)\;\operatorname {cn} (x)\;\operatorname {dn} (x) \over {1-k^{2}\;\operatorname {sn} ^{2}(x)\;\operatorname {sn} ^{2}(y)}},\\[8pt]\operatorname {dn} (x+y)&={\operatorname {dn} (x)\;\operatorname {dn} (y)-k^{2}\;\operatorname {sn} (x)\;\operatorname {sn} (y)\;\operatorname {cn} (x)\;\operatorname {cn} (y) \over {1-k^{2}\;\operatorname {sn} ^{2}(x)\;\operatorname {sn} ^{2}(y)}}.\end{aligned}}}

## Релације између квадрата функција
{\displaystyle -\operatorname {dn} ^{2}(u)+m_{1}=-m\;\operatorname {cn} ^{2}(u)=m\;\operatorname {sn} ^{2}(u)-m}
{\displaystyle -m_{1}\;\operatorname {nd} ^{2}(u)+m_{1}=-mm_{1}\;\operatorname {sd} ^{2}(u)=m\;\operatorname {cd} ^{2}(u)-m}
{\displaystyle m_{1}\;\operatorname {sc} ^{2}(u)+m_{1}=m_{1}\;\operatorname {nc} ^{2}(u)=\operatorname {dc} ^{2}(u)-m}
{\displaystyle \operatorname {cs} ^{2}(u)+m_{1}=\operatorname {ds} ^{2}(u)=\operatorname {ns} ^{2}(u)-m}
где је m + m1 = 1 и m = k2.

## Развој у ред
Јакобијеве функције могу да се развију у ред помоћу {\displaystyle q=\exp(-\pi K'/K)} и {\displaystyle v=\pi u/(2K)}:
{\displaystyle \operatorname {sn} (u)={\frac {2\pi }{K{\sqrt {m}}}}\sum _{n=0}^{\infty }{\frac {q^{n+1/2}}{1-q^{2n+1}}}\sin(2n+1)v,}
{\displaystyle \operatorname {cn} (u)={\frac {2\pi }{K{\sqrt {m}}}}\sum _{n=0}^{\infty }{\frac {q^{n+1/2}}{1+q^{2n+1}}}\cos(2n+1)v,}
{\displaystyle \operatorname {dn} (u)={\frac {\pi }{2K}}+{\frac {2\pi }{K}}\sum _{n=1}^{\infty }{\frac {q^{n}}{1+q^{2n}}}\cos 2nv.}

## Јакобијеве функције као решења диференцијалних једначина
Деривацијом три основне Јакобијеве елиптичке функције добија се:
{\displaystyle {\frac {\mathrm {d} }{\mathrm {d} z}}\,\mathrm {sn} \,(z)=\mathrm {cn} \,(z)\,\mathrm {dn} \,(z),}
{\displaystyle {\frac {\mathrm {d} }{\mathrm {d} z}}\,\mathrm {cn} \,(z)=-\mathrm {sn} \,(z)\,\mathrm {dn} \,(z),}
{\displaystyle {\frac {\mathrm {d} }{\mathrm {d} z}}\,\mathrm {dn} \,(z)=-k^{2}\mathrm {sn} \,(z)\,\mathrm {cn} \,(z).}
Функција {\displaystyle \mathrm {sn} \,(x)} задовољава диференцијалне једначине:
{\displaystyle \left({\frac {\mathrm {d} y}{\mathrm {d} x}}\right)^{2}=(1-y^{2})(1-k^{2}y^{2})}
{\displaystyle \left({\frac {\mathrm {d} y}{\mathrm {d} x}}\right)^{2}=(1-y^{2})(1-k^{2}y^{2})}
Функција {\displaystyle \mathrm {cn} \,(x)} задовољава диференцијалну једначину:
{\displaystyle {\frac {\mathrm {d} ^{2}y}{\mathrm {d} x^{2}}}+(1-2k^{2})y+2k^{2}y^{3}=0}
{\displaystyle \left({\frac {\mathrm {d} y}{\mathrm {d} x}}\right)^{2}=(1-y^{2})(1-k^{2}+k^{2}y^{2})}
Функција {\displaystyle \mathrm {dn} \,(x)} задовољава диференцијалне једначине:
{\displaystyle {\frac {\mathrm {d} ^{2}y}{\mathrm {d} x^{2}}}-(2-k^{2})y+2y^{3}=0}
{\displaystyle \left({\frac {\mathrm {d} y}{\mathrm {d} x}}\right)^{2}=(y^{2}-1)(1-k^{2}-y^{2})}